# Neobisium rodrigoi
Neobisium rodrigoi es una especie de arácnido del orden Pseudoscorpionida de la familia Neobisiidae.

## Distribución geográfica
Es endémico de la Cueva de la Hiedra, provincia de Cádiz (España).

## Descripción
Miden unos 4,50-5,20 mm de longitud total.